# 根 (1977年迷你剧集)
《根》（英語：Roots）是一部美国迷你剧集，改编自艾利斯·哈利于1976年创作的小说《根：一个美国家庭的传奇》。该剧集于1977年1月在美国广播公司频道中首播。《根》获得了37项黄金时段艾美奖提名，并斩获9个项大奖。它还获得了金球奖和皮博迪奖。该剧的大结局获得了史无前例的尼尔森收视成绩，至今仍然是所有电视连续剧中收视率第三高的一集，也是美国电视史上收视率第二高的电视连续剧大结局。剧集的制作预算为660万美元。
续集《根：下一代》于1979年首播，第二部续集，由由伯顿和小路易斯·歌塞特主演的圣诞电影《根：礼物》于1988年上映。
2016年，历史频道投资重拍了同名迷你剧，并在阵亡将士纪念日放映。

## 反响
该剧集获得诸多好评。评论聚合网站烂番茄根据8个评论意见，将该剧评为88％“新鲜”度。《综艺》杂志给予该剧证明评价，总结道：“制作和表演都十分扎实，新人勒瓦尔·伯顿饰演一名来自非洲、被困为奴的年轻人的演出令人信服。爱德华·阿斯纳的表现就像一年前他在《悲欢岁月》中所做的一样，从一出场就统治了荧幕。”

## 播出历史

### 分集列表
1977年1月23日至30日，《根》在美国广播公司频道上连续八晚播出。在英国，英國廣播公司第一台将该剧拆分为六部分播出，1977年4月8日至11日这个周末播出第一部分到第三部分。4月15日至5月1日的周日晚上播出后三部分。英国广播公司播出的分六部的版本是最后通过家庭录影发布的版本。

### 美国电视收视率
该迷你电视剧的收视观众总数预计约为1.3亿至1.4亿（超过美国1977年人口总数2.21亿的半数，是尼尔森统计史上最高的数字），平均收视率为44.9  ，收视占比则为66%至80%。最后一集的收视人数为1亿，最后七集集均收视人数为8千万人。所有电视家庭中有85%的家庭看过全剧或部分集数。各集均排在有史以来收视率最高的100个电视节目之列。 
| 分集 | 分集         | 尼尔森评分 | 尼尔森评分        | 尼尔森评分 | 尼尔森评分 | 播出日        |
| 分集 | 分集         | 历史排名   | 收视人数 （百万） | 收视率     | 收视占比   | 播出日        |
| ---- | ------------ | ---------- | ----------------- | ---------- | ---------- | ------------- |
| 1    | 根：第一部分 | 82         | 28.84             | 40.5       | 61%        | 1977年1月23日 |
| 2    | 根：第二部分 | 32         | 31.40             | 44.1       | 62%        | 1977年1月24日 |
| 3    | 根：第三部分 | 27         | 31.90             | 44.8       | 68%        | 1977年1月25日 |
| 4    | 根：第四部分 | 35         | 31.19             | 43.8       | 66%        | 1977年1月26日 |
| 5    | 根：第五部分 | 21         | 32.54             | 45.7       | 71%        | 1977年1月27日 |
| 6    | 根：第六部分 | 18         | 32.68             | 45.9       | 66%        | 1977年1月28日 |
| 7    | 根：第七部分 | 50         | 30.12             | 42.3       | 65%        | 1977年1月29日 |
| 8    | 根：第八部分 | 3          | 36.38             | 51.1       | 71%        | 1977年1月30日 |